# 서해방송
서해방송(西海放送)은 1969년 10월 2일에 개국한 전라북도 군산시를 중심으로 하여 전라북도 서부 해안 일대와 충청남도 및 전라남도 서해안 일부 지역을 가청권으로 하는 대한민국의 민영 방송이었다. 1980년 11월 30일, 언론통폐합 조치로 한국방송공사 군산방송국으로 전환되었다. 1981년 9월에는 KBS 군산방송국 제3방송에서 KBS 군산 제2라디오로 개칭되었다. 2000년에 제2라디오에서 제3라디오로 채널을 변경하였으며, 군산방송국은 2004년에 한국방송공사의 소규모 지역방송국 일부가 인근 대규모 지역방송국으로 통폐합되어 전주방송총국으로 흡수되었다. 현재는 KBS 전주 제3라디오이다. 영문 약칭은 SBC(Seohae Broadcast Coporation)이다.

## 주파수
- 중파 675KHz, 호출부호 HLAS, 출력 10kw

1969년 개국 당시부터 주파수 간격이 10KHz에서 9kHz로 변경되기 전인 1978년 11월 23일까지는 AM 680KHz로 송출하였다.

## 같이 보기
- 전일방송
- 한국FM
- 동양방송
- 한국방송공사
  - KBS군산방송국
  - KBS전주방송총국

1. ↑  “서해방송국 - 디지털군산문화대전”. 2023년 4월 17일에 확인함.